# Beatrice (Nebraska)
Beatrice è un comune (city) degli Stati Uniti d'America e capoluogo della contea di Gage nello Stato del Nebraska. La popolazione era di 12 459 abitanti al censimento del 2010. Si trova a 40 miglia (64 km) a sud di Lincoln sul Big Blue River. È circondata da terre agricole.

## Geografia fisica
Beatrice è situata a 40°16′06″N 96°44′35″W (40.268449, -96.743192).
Secondo lo United States Census Bureau, ha un'area totale di 9,11 mi² (23,59 km²).

## Storia
La contea di Gage era una delle 19 contee originariamente istituite dalla Nebraska Territorial Legislature nel 1854. Al momento della sua istituzione, non vi erano coloni che vivevano al suo interno.
Nel 1857, il battello a vapore Hannibal, che trasportava 300 passeggeri sul fiume Missouri da St. Louis, Missouri a Nebraska City, Nebraska, si arenò vicino a Kansas City, Missouri. Mentre era bloccato, 35 dei passeggeri hanno accettato di formare la "Nebraska Association", sotto il cui nome si sarebbero uniti nella ricerca di un sito e nella creazione di un insediamento nel territorio.
Dopo aver raggiunto Nebraska City, l'Associazione si divise in due parti esplorative, una delle quali andò direttamente a ovest e l'altra a sud-ovest. Quest'ultima parte ha localizzato il sito di Beatrice, nel punto in cui il DeRoin Trail ha attraversato il Big Blue River, e l'intera Associazione decise di stabilirsi lì. L'insediamento prese il nome da Julia Beatrice Kinney, la figlia diciassettenne del giudice John F. Kinney, membro dell'Associazione.
La legislatura territoriale selezionò Beatrice come capoluogo della contea di Gage nel 1857. La decisione fu impugnata da Blue Springs, ma fu confermata dalla legislatura nel 1859. Nel 1864, la legislatura sciolse l'originale contea di Clay (non l'attuale contea di Clay), dividendo la sua terra tra le contee di Gage e Lancaster. L'aggiunta di questo terreno nel nord collocò Beatrice vicino al centro della contea allargata, rafforzando il suo diritto al capoluogo della contea. Continua a mantenere quella posizione oggi.

## Società

### Evoluzione demografica
Secondo il censimento del 2010, la popolazione era di 12 459 abitanti.

### Etnie e minoranze straniere
Secondo il censimento del 2010, la composizione etnica della città era formata dal 96,09% di bianchi, lo 0,50% di afroamericani, lo 0,48% di nativi americani, lo 0,59% di asiatici, lo 0,02% di oceanici, lo 0,72% di altre razze, e l'1,61% di due o più etnie. Ispanici o latinos di qualunque razza erano il 2,20% della popolazione.